# هوکسواگن
شهر هوکسواگندر ایالت نوردراین-وستفالن در کشور آلمان واقع شده‌است.